# Théorème des trois cercles de Hadamard
En analyse complexe, le théorème des trois cercles de Hadamard est un résultat sur le comportement d'une fonction holomorphe sur une couronne.

## Énoncé
Soit f une fonction holomorphe sur l'ouvert {\displaystyle C=\{r\mathrm {e} ^{\mathrm {i} \theta }\mid (r,\theta )\in ]r_{1},r_{2}[\times \mathbb {R} \}} et continue sur son adhérence {\displaystyle {\overline {C}}}.
On pose : {\displaystyle M:r\mapsto \sup _{\theta }|f(r\mathrm {e} ^{\mathrm {i} \theta })|}.
Alors ln(M(r)) est une fonction convexe de ln r.
C'est-à-dire : {\displaystyle \forall r\in ]r_{1},r_{2}[\quad \ln \left({\frac {r_{2}}{r_{1}}}\right)\ln M(r)\leq \ln \left({\frac {r_{2}}{r}}\right)\ln M(r_{1})+\ln \left({\frac {r}{r_{1}}}\right)\ln M(r_{2})}.
De plus, si f(z) n'est pas de la forme A zB, alors ln(M(r)) est une fonction strictement convexe de ln r.

## Démonstration
Le résultat peut se déduire du théorème des trois droites de Hadamard.
On pose {\displaystyle g:z\mapsto f(\mathrm {e} ^{z})} et {\displaystyle m:s\mapsto \sup _{|z|=\mathrm {e} ^{s}}|f(z)|}.
On a donc : {\displaystyle \forall s\in \left]\ln r_{1},\ln r_{2}\right[\quad m(s)=\sup _{\theta }|f(\mathrm {e} ^{s+\mathrm {i} \theta })|=\sup _{\theta }|g(s+\mathrm {i} \theta )|}.
Or g est holomorphe sur {\displaystyle B=\{x+\mathrm {i} y\mid (x,y)\in \left]\ln r_{1},\ln r_{2}\right[\times \mathbb {R} \}} et continue sur {\displaystyle {\overline {B}}}.
Donc, par le théorème des trois droites de Hadamard, m est logarithmiquement convexe.
Or m = M ∘ exp, donc ln(M(r)) est bien une fonction convexe de ln r.

## Histoire
John Edensor Littlewood donna en 1912 l'énoncé et une démonstration du théorème mais ne l'attribua à personne en particulier, le considérant comme un théorème bien connu. Harald Bohr et Edmund Landau l'attribuèrent à Jacques Hadamard, qui l'avait énoncé en 1896, sans toutefois publier de preuve.